# Robert Sánchez
Robert Lynch Sánchez (Cartagena, 1997. november 18. –) spanyol válogatott labdarúgó, az angol Chelsea játékosa.

## Pályafutása

### Klubcsapatokban
A Cartagena és a Levante korosztályos csapataiban nevelkedett, majd 2013-ban az angol Brighton & Hove Albion akadémiájára került. 2018 áprilisában három éves profi szerződést kötött a klubbal. Júniusban egy szezonra kölcsönbe került a Forest Green Rovers csapatához. Augusztus 4-én debütált a Grimsby Town ellen 4–1-re megnyert bajnoki találkozón. 2019 januárjában visszahívta nevelő klubja, mert Mathew Ryan az Ázsia-kupán vett részt. Július 24-én a Rochdale játékosa lett egy bajnoki szezonra, de csak kölcsönben. Augusztus 3-án a Tranmere Rovers csapata ellen mutatkozott be. 2020. november 1-jén mutatkozott be a Brighton együttesében a Tottenham Hotspur ellen 2–1-re elvesztett bajnoki mérkőzésen. 2021. február 23-án új négy éves szerződést írt alá, így 2025 júniusáig szólt a szerződése. 2023 nyarán a Chelsea szerződtette 20 millió font ellenében.

### A válogatottban
Spanyolországban született, apja angol származású. 2021. március 15-én először kapott meghívott a felnőtt válogatottba a 2022-es labdarúgó-világbajnokság-selejtező mérkőzésekre, de pályára nem lépett. Május 24-én beválogatták a 2020-as Európa bajnokságra utazó keretbe.

## Statisztika

### Klubcsapatokban
2021. május 23-i állapot szerint.
| Klub                   | Szezon   | Bajnokság      | Bajnokság | Bajnokság | Kupa  | Kupa  | Ligakupa | Ligakupa | Nemzetközi | Nemzetközi | Összes | Összes |
| Klub                   | Szezon   | Liga           | Mérk.     | Gólok     | Mérk. | Gólok | Mérk.    | Gólok    | Mérk.      | Gólok      | Mérk.  | Gólok  |
| ---------------------- | -------- | -------------- | --------- | --------- | ----- | ----- | -------- | -------- | ---------- | ---------- | ------ | ------ |
| Brighton & Hove Albion | 2018–19  | Premier League | 0         | 0         | 0     | 0     | 0        | 0        | 0          | 0          | 0      | 0      |
| Brighton & Hove Albion | 2019–20  | Premier League | 0         | 0         | 0     | 0     | 0        | 0        | 0          | 0          | 0      | 0      |
| Brighton & Hove Albion | 2020–21  | Premier League | 27        | 0         | 0     | 0     | 0        | 0        | 0          | 0          | 27     | 0      |
| Brighton & Hove Albion | Összesen | Összesen       | 27        | 0         | 0     | 0     | 0        | 0        | 0          | 0          | 27     | 0      |
| Forest Green Rovers    | 2018–19  | League Two     | 17        | 0         | 0     | 0     | 0        | 0        | 0          | 0          | 17     | 0      |
| Rochdale               | 2019–20  | League One     | 26        | 0         | 6     | 0     | 3        | 0        | 0          | 0          | 35     | 0      |
| Összesen               | Összesen | Összesen       | 70        | 0         | 6     | 0     | 3        | 0        | 0          | 0          | 79     | 0      |

### A válogatottban
2020. június 14-i állapot szerint.
| Spanyolország | Spanyolország | Spanyolország |
| Év            | Mérk.         | Gólok         |
| ------------- | ------------- | ------------- |
| 2021          | 0             | 0             |
| Összesen      | 0             | 0             |